# SEAS
Le SEAS (Seychelles East Africa System) est un projet de câble sous-marin de l'océan Indien reliant la Tanzanie aux Seychelles. Il est déployé par Alcatel-Lucent, et est le premier câble sous-marin à relier les Seychelles.